# Evaluación

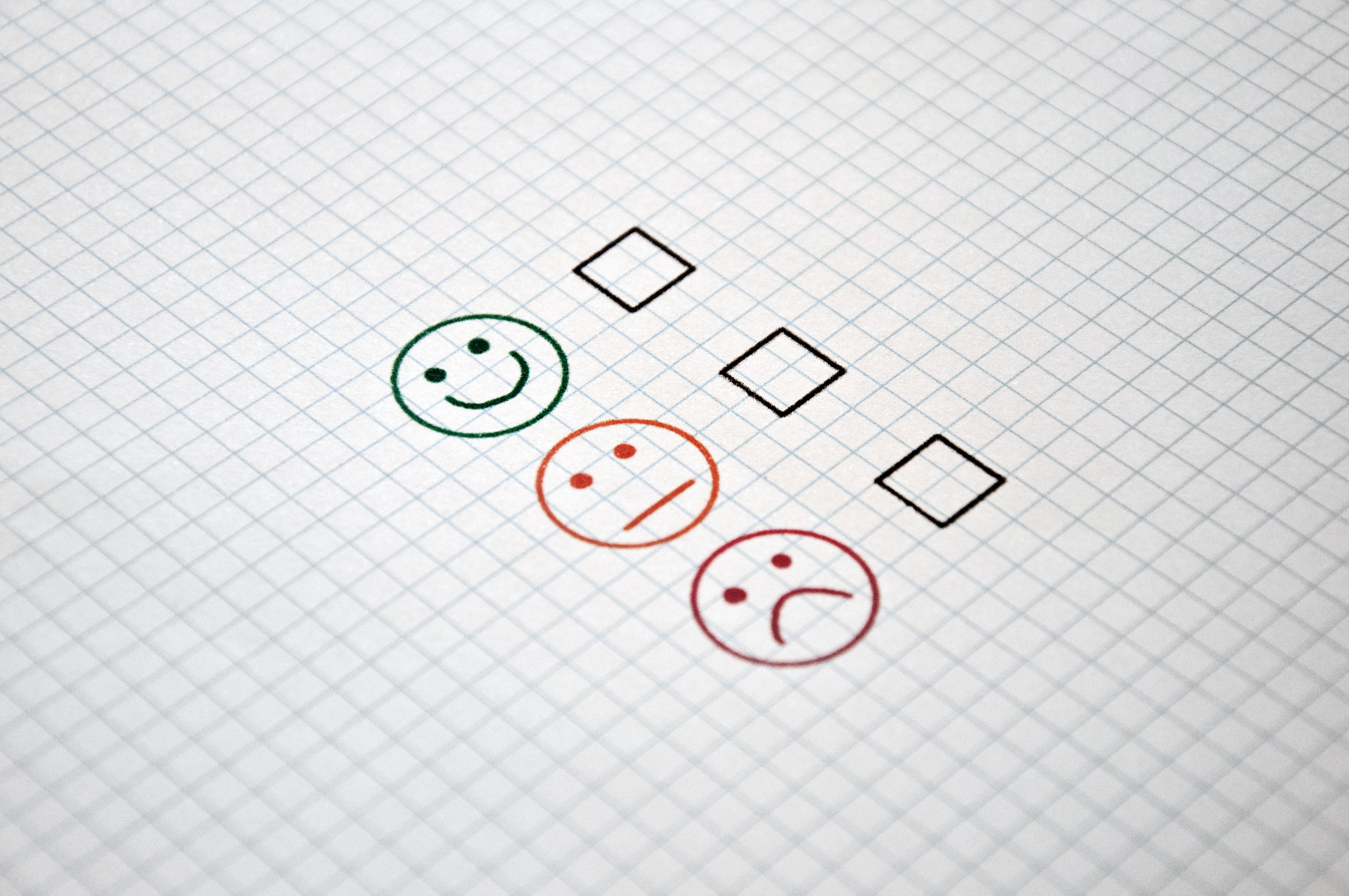
Evaluación

La evaluación es un proceso que se utiliza para determinar, de manera sistemática, el mérito, el valor y el significado de un trabajo o capacidad, ya sea intelectual o física. Se realiza siguiendo unas normas. Conduce a un juicio de valor y se expresa mediante la opinión de que ese algo es significativo o importante. 
Para lograr este juicio, se explora la manera en que un objeto reúne un conjunto de criterios determinados. Así, la evaluación es esencialmente comparativa y cuantitativa. El concepto aparece en el siglo xix con el proceso de industrialización que se produjo en Estados Unidos. En este marco, surgió el moderno discurso científico en el campo de la educación, que incorporó términos tales como: tecnología de la educación, diseño curricular, objetivos del aprendizaje o evaluación educativa. 
Para otros autores, la evaluación aparece con los mismos comienzos de la sociedad, la cual siempre ha buscado dar juicios de valor a las acciones y actitudes de los estudiantes. La evaluación como disciplina ha sufrido profundas transformaciones conceptuales y funcionales a lo largo de la historia, especialmente en los siglos xx y xxi.
En el contexto de los sistemas de calidad, es necesaria la evaluación para la mejora y la continuidad de la calidad de un elemento.

## Enfoques de evaluación

### Enfoque tradicional
El enfoque tradicional o tradicionalista suele estar ligado al desarrollo de exámenes, evaluaciones y pruebas. Su razón de ser, es definida en función de instrumentos o técnicas. El rol fundamental de la evaluación tradicional está organizado como la fase final del proceso de enseñanza–aprendizaje, con la finalidad de determinar la cantidad de conocimiento y/o contenidos, mas no las capacidades, las actitudes y los valores que maneja el alumno durante un tiempo de enseñanza.

### Enfoque crítico
Integración de los tres enfoques anteriores.
- El proceso de obtener evidencias (medición) que nos permita juzgar (juicio) el nivel del logro (congruencia) de los objetivos de aprendizaje.
- Las nuevas acepciones señalan a la evaluación como fuente de información para la toma de decisiones.
- Evaluación para la mejora, renovación, cambio de las prácticas habituales del sistema.
- Actividad permanente y flexible, cada vez más científica.

## Tipos de evaluación
La evaluación funcional se refiere al fin que pretende conseguir mediante el proceso evaluativo respecto al estudiante, determinando el uso que se hará de los resultados del mismo, generalmente en la bibliografía se encuentra ligada a la dimensión de temporalidad. De acuerdo con la naturaleza de la evaluación como actividad proyectada sobre todos los componentes del proceso didáctico, las decisiones tanto iniciales y/o diagnósticas, como continuo‐formativas y finales, se proyectarán sobre la misma función docente, la metodología, los recursos y las circunstancias contextuales.
La evaluación inicial o evaluación diagnóstica proporciona información acerca de los conocimientos y las habilidades previas del sujeto. Debe considerarse siempre en términos de su utilidad para facilitar adaptaciones constructivas de los programas educativos a los individuos. En este sentido, cumple con la función reguladora que asegure que las características del sistema se ajusten a las de las personas a quienes se dirige; es decir, que va a servir de base para adoptar decisiones relativas a la realización de actividades de apoyo, específicamente orientadas a la superación de problemas que presente el alumno, o bien dará lugar a modificaciones específicas en otros componentes de la enseñanza en función de los problemas detectados. 
El concepto de evaluación formativa urgió en los Estados Unidos a mediados de la década de 1960, cuando Michael Scriven acuñó el término junto con el de evaluación sumativa en 1967. La evaluación formativa se desarrolló como una reacción crítica frente a la concepción dominante de evaluación promovida en la aplicación de pruebas estandarizadas, en el marco de lo que se conoce como el movimiento de estandarización de la evaluación. A su vez, Angulo Rasco, unos años más tarde, hablaría de las problemáticas que puede traer la estandarización de evaluaciones tipo test y la normalización de que organizaciones externas la escuela o al estado queden a cargo de la evaluación de los estudiantes, ya que estas buscarían imponer sus ideas de que es estar educado o "inteligente".
La evaluación formativa o evaluación procesual cumple una función reguladora de los procesos de enseñanza y de aprendizaje lo cual, nos permite llevar a cabo ajustes y adaptaciones de manera progresiva durante el curso porque se centra más que en los resultados del aprendizaje en los procesos que se ponen en juego para el logro de tales resultados. 
La evaluación formativa se centra en conocer el desempeño actual del alumno y ese se relaciona con los saberes aprendidos, dentro de esta relación entran muchos factores que pueden afectar el proceso educativo, como puede ser las situaciones sociales, económicas, culturales o con la misma escuela. Por esto mismo, este tipo de evaluación no acepta el examen como una instancia definitiva y lo ve mas como una herramienta procedural que ayude a conocer al estudiante.
Desde este punto de vista, la evaluación es otra parte del proceso de "enseñanza-aprendizaje-evaluación", la cual en lugar de simplemente fijarse en una nota, es una herramienta que permite al alumno ver cuales son sus puntos fuertes, cuáles debe mejorar, y también dota al docente de una capacidad de ver en que flaquea él mismo en su trabajo, en su metodología y en como debería intervenir en el aula.
Solo centrados en los procesos podremos identificar áreas de oportunidad para poder ofrecer una retroalimentación apropiada a los estudiantes, debido a que en las evaluaciones queda en caro que tanto han profundizado con el conocimiento y da al alumno la oportunidad de corregirse y al docente de como organizar las próximas clases. de manera que ellos sepan qué es aquello que deben hacer o ajustar de su proceso para alcanzar los resultados esperados.
De esta manera, la evaluación se transforma en una herramienta que ayuda al docente a tomar decisiones, en lugar de ser una instancia que define por completo el desempeño del alumno. La información recopilada de los estudiantes ayuda a ajustar la enseñanza en función de su progreso y necesidades. Pueden modificar estrategias y materiales de instrucción de acuerdo a los requisitos del aula.
Este enfoque también permite dar cierto tipo de reconocimiento a aquellos alumnos que no se desempeñan de la mejor manera en los exámenes tradicionales, esto se debe a que algunos alumnos si aprenden, pero las situaciones estresantes del examen puede condicionar su desempeño en los mismos. Al reconocer que no todos tienen el mismo rendimiento en los exámenes, abre las puertas para que el docente pueda tomar más decisiones u otras estrategias para poder enseñar. Por lo tanto, la evaluación formativa se centra en el proceso de aprendizaje más que en los resultados finales y se promueve un diálogo abierto entre docentes y estudiantes. La retroalimentación se convierte en una conversación constructiva en lugar de una simple entrega de calificaciones.
Este punto de vista enfrenta la creencia tradicional de que la nota va ligada de las capacidades del alumno o de su compromiso con la escuela, haciendo que estos alumnos queden excluidos del sistema o segregados por ser inferiores o menos responsables.
Un ejemplo de este modelo podría ser la implementación de portafolios en el aula, el portafolio es una herramienta que consiste en la recopilación de trabajos a lo largo del tiempo donde se deje constancia del crecimiento y evolución del alumno, de esta manera el profesor podrá evaluar todo el proceso de evaluación a lo largo del año en lugar de en una fecha determinante al final de este.
En relación con la tipología en función de los agentes, la autoevaluación se produce cuando el sujeto evalúa sus propias actuaciones. Es un tipo de evaluación que toda persona realiza a lo largo de su vida; es recomendable que el alumno realice de manera continua ejercicios de valoración de su aprendizaje, de manera que le sea posible identificar aspectos que debe mejorar.  En la medida en que un alumno logre contrastar sus avances contra estándares de actuación establecidos, podrá identificar áreas de mejora, con lo cual estará en condiciones de regular su aprendizaje hacia el logro de sus competencias útiles para su desarrollo social y profesional. 
En la autoevaluación, el alumno evalúa sus propias actividades, con pautas de seriedad y corrección fijadas por la cátedra, de modo que aprende a valorar sus propias capacidades. Se refiere a la evaluación que realiza el estudiante sobre sus propias actuaciones. Dentro del proceso educativo es de suma importancia que esta función sea tomada en cuenta, ya que esta permitirá al estudiante identificar los aspectos que requieren una mejora para una mayor eficiencia.
La coevaluación como evaluación mutua o conjunta de una actividad realizada entre varios permite valorar las deficiencias o dificultades surgidas mejorando el propio aprendizaje y evaluar todo cuanto ocurre en el grupo. Se refiere tanto a procesos de evaluación compartidos por el profesor y el alumno como a aquellos en los que los alumnos evalúan a sus compañeros, debería ser usado como práctica habitual en el aula. La coevaluación tiene un valor añadido relacionado con el aprendizaje de valores y actitudes. Cuando los alumnos utilizan de manera habitual estos procedimientos de evaluación aprenden la importancia de destacar los aspectos positivos y no sólo los negativos del trabajo de sus compañeros, el valor de la ayuda y del trabajo en común, y a valorar el error como un paso necesario en el aprendizaje.  También conocida como evaluación mutua.
La heteroevaluación, por su parte, implica la evaluación del alumno por parte del profesor, con respecto a su trabajo, actuación y rendimiento. Detectando aciertos y errores y permitiéndole ajustar el proceso de enseñanza y el de aprendizaje. Se basa en la evaluación que ejecuta el docente hacia el discente sobre el rendimiento académico que este muestra dentro del aula de clases, esta se orienta hacia los objetivos y tiene como finalidad el observar si se cumplieron las competencias necesarias de aprendizaje.

### Evaluación diagnóstica
- Determinación del nivel de conocimientos que el alumno ya posee con respecto a su nuevo aprendizaje.
- Grado de dominio de conocimiento, habilidades y destrezas previas y necesarias al aprendizaje que se inicia.
- Detección del nivel real del alumno, con el fin de establecer actividades y métodos de enseñanza.
- Mide conductas de entrada cognitivas y destrezas psicomotrices.
- Los procedimientos que mayormente se emplean son las pruebas y las pautas de observación.
- Los resultados deben de ser comunicados como dominio o no dominio y no mediante calificaciones.

### Evaluación formativa
- Pilar básico de retroalimentación durante el proceso de aprendizaje.
- Permite la racionalización de los esfuerzos realizados en el aprendizaje.
- Permite indirectamente una constante revisión del proceso de enseñanza aprendizaje.
- Asegura el avance de los objetivos de aprendizaje.
- Es eminentemente cognitiva y psicomotora, al igual que la diagnóstica.
- No debiera ser cuantificable porque demuestran resultados transitorios pero no anula la razón de ser.

### Evaluación sumativa
- Se inclina a certificarse, calificarse y reciclarse el proceso de enseñanza aprendizaje. (El profesor comprueba si los alumnos han logrado asimilar o no los conocimientos, las destrezas y las habilidades).
- Permite otorgar calificaciones mediante apreciaciones cualitativas y cuantitativas.
- Los resultados entregan claridad de la metodología empleada, los medios y actividades.
- Debe ser efectuados al culminar una o varias unidades, con el fin de llegar a determinar el grado de porcentaje de los objetivos terminales (pueden ser cognoscitivos, psicomotores e incluso afectivos).
- Se presentan como logrado o no logrado por objetivos, a partir de ese grado de dominio emana la calificación.

## Evaluación educativa
Históricamente, la evaluación tiene un rol fundamental en el marco educativo-institucional. La misma tiene la capacidad de determinar si se produjo o no el aprendizaje. Al respecto, la práctica evaluativa suele generar en quien aprende sentimientos de temor y angustia, y que, frente a ella, se desarrollan una serie de ritualidades: no se pueden hacer preguntas al profesor durante el examen, no se puede consultar el texto, no se puede hablar al compañero. Esto se explica por las formas de evaluar que han sido y aún son hegemónicas, devenidas de la racionalidad técnica e instrumental -que enfatiza sobre aspectos empíricos, objetivos y cuantitativos-, donde se prioriza la acreditación y, como resultado, una calificación es determinante del éxito o fracaso escolar.
Pero, intentando correrla desde esa lógica y pensarla desde una racionalidad práctica y crítica, la evaluación se torna como un momento más del proceso didáctico, que conlleva igual complejidad y tiempos de construcción como otras situaciones de enseñanza. Como proceso e instancia de aprendizaje, permite recoger, sistematizar, analizar, identificar y obtener información tanto del proceso de aprendizaje como del proceso de enseñanza. Se involucran sujetos que aprenden (estudiantes), sujetos que enseñan (docentes) y el objeto de enseñanza (saber curricular), insertos en el contexto institucional. Por lo tanto, la evaluación es situada; se adecúa al grupo de estudiantes, los propósitos de enseñanza y los fines socioeducativos más amplios.

## Instrumentos y estrategias
Para realizar una evaluación del aprendizaje y para el aprendizaje, se definen y describen una variedad de instrumentos y estrategias de evaluación.

### Lista de cotejo
Consiste en una serie de aspectos, características, cualidades, acciones observables, sobre un proceso o un procedimiento que suele registrarse en un cuadro de doble entrada. Al lado de cada componente del proceso se colocan columnas donde indican su presencia o ausencia.
También existen otras alternativas llamadas listas de seguimiento, donde el fin es monitorear y mejorar (en vez de controlar y verificar como sería el caso del modelo clásico). En estas listas se pueden agregar evidencias y acciones de mejora. 

### Escala de valoración
Las escalas ayudan a registrar el grado de desarrollo que un estudiante logra en relación a un proceso o producto. También permiten registrar frecuencia. Al igual que las listas de cotejo, las escalas dan cuenta de la ejecución de determinada acción o aparición de un atributo específico, pero se añade información sobre la frecuencia con la que se presenta un componente del procedimiento o proceso.

### Rúbrica
También llamada matriz de valoración, es una herramienta ampliamente utilizada tanto en la evaluación formativa como en la sumativa que se compone de criterios previamente establecidos y descriptores de desempeño que indican niveles de calidad en la realización de una tarea. Su uso promueve la transparencia en la evaluación, favorece a la autoevaluación del estudiante y ofrece retroalimentación significativa. Incluye 3 elementos:
- Criterios que traducen las expectativas relativas del aprendizaje, la importancia de una producción o proceso (habitualmente se recurre a las expectativas de logro para definir los criterios).
- Niveles de calidad de cada criterio, desde el más bajo hasta el más alto y del novato al experto. Se propone utilizar una evaluación cualitativa que de cuenta de los procesos.
- Indicadores que intentan describir la calidad de cada uno de los criterios a fin de que sea visible para quienes van a "mirar" y tienen que estar expresados en forma comprensible.

### Otras herramientas
Se describen otras herramientas tales como:
- Examen objetivo: Consiste en preguntas cerradas con respuestas precisas (opción múltiple, verdadero/falso, emparejamiento). Evalúa conocimientos específicos y se corrige de manera estandarizada, minimizando la subjetividad.

- Quiz: Breve prueba escrita o digital que permite revisar contenidos de forma rápida y frecuente. Es útil para el monitoreo continuo del aprendizaje.

- Portafolio: Colección estructurada de trabajos del estudiante que evidencian su proceso de aprendizaje, reflexión y logros. Permite evaluar progresos y metas personales.

- Demostración: Estrategia en la que el estudiante realiza una actividad práctica (experimento, técnica, acción) para mostrar el dominio de un procedimiento o habilidad.

- Exposición oral: Presentación hablada individual o grupal sobre un tema. Evalúa no solo contenidos, sino habilidades comunicativas, organización del discurso y dominio del tema.

- Simulacro: Representación práctica de situaciones reales o hipotéticas. Favorece la evaluación de competencias en contextos controlados, y es especialmente útil en áreas como salud o derecho.

- Ensayo: Texto argumentativo que expresa la postura del estudiante sobre un tema, desarrollando ideas propias y fundamentadas. Evalúa pensamiento crítico, argumentación y escritura.

- Ensayo restringido: Variante del ensayo con una consigna más acotada o una estructura determinada. Limita el enfoque temático o el tipo de argumentación esperada.

- Estudio de caso: Análisis profundo de una situación real o ficticia. Requiere interpretación, diagnóstico, propuesta de soluciones. Evalúa capacidad de análisis, síntesis y juicio crítico.

- Resolución de problemas: Estrategia que presenta una situación problemática que el estudiante debe resolver aplicando conocimientos, habilidades y razonamiento lógico.

- Proyecto: Trabajo integrador, a mediano o largo plazo, que requiere planificación, desarrollo y presentación de un producto. Favorece el aprendizaje significativo, colaborativo y transversal.

- Investigación: Proceso de indagación sistemática sobre un tema. Requiere formulación de preguntas, recolección y análisis de información, elaboración de conclusiones.

- Diario de campo: Registro reflexivo y sistemático de observaciones, vivencias o experiencias realizadas durante un proceso o práctica. Permite evaluar la evolución del pensamiento crítico y la observación.

- ECOE (Evaluación Clínica Objetiva Estructurada): Instrumento específico del ámbito de la salud, en el que el estudiante rota por estaciones prácticas y resuelve tareas clínicas evaluadas con criterios estandarizados. Evalúa competencias en contextos simulados.

## La crítica al examen
Desde una mirada crítica dentro del campo de la evaluación educativa, el académico mexicano Ángel Díaz Barriga plantea en su artículo una reflexión profunda sobre el papel del examen en las instituciones educativas. Según el autor, el examen no puede entenderse únicamente como una herramienta técnica neutral, sino como una práctica cargada de implicaciones sociales, históricas y políticas (Díaz Barriga, 1995).

### El examen como desplazamiento de lo social a lo técnico:
Díaz Barriga sostiene que, a lo largo del tiempo, se ha producido una inversión conceptual, en la que problemas de orden social, como la desigualdad en el acceso a la educación, la justicia social o la estructura del empleo, han sido desplazados y transformados en problemas técnicos, tales como la objetividad, la validez o la confiabilidad de los instrumentos evaluativos. Este tipo de discusión, cercana a los postulados de la teoría moderna de la ciencia, según el autor, evita toda reflexión crítica, al centrarse en la eficacia y en la apariencia de cientificidad de los instrumentos, sin atender al sentido del fenómeno evaluado (Díaz Barriga, 1995).
Este desplazamiento tiene consecuencias importantes, ya que oculta las raíces estructurales  de la desigualdad y legitima al examen como una herramienta aparentemente científica y  neutral. Así, se desvincula al examen de las condiciones sociales de los estudiantes y se  naturaliza la noción de mérito como criterio exclusivo de promoción o acreditación. El  resultado es una práctica evaluativa que, en lugar de cuestionar o compensar las  desigualdades del sistema educativo, tiende a reproducirlas y justificar la exclusión  desde una perspectiva técnica (Díaz Barriga, 1995).

### Del examen como parte del método al examen como control del rendimiento:
Históricamente, el examen estuvo vinculado al método de enseñanza como una herramienta complementaria y no sancionadora. En su Didáctica Magna (1657), Juan Amos Comenio proponía que el examen debía ser la etapa final del proceso didáctico, orientado a reforzar el aprendizaje. Para este autor, si un estudiante no lograba aprender, el docente debía revisar su metodología, evitando la penalización, ya que esto generaría aversión al estudio y desmotivación. La evaluación era, por tanto, parte de un proceso formativo, no un mecanismo de exclusión. Esta perspectiva cambió radicalmente en el siglo XIX, cuando el examen comenzó a separarse del método y a adquirir funciones de promoción, calificación y acreditación. Esta transformación marcó el inicio de una relación pedagógica centrada en el resultado, más que en el proceso. El examen pasó a ser un dispositivo que define el éxito o el fracaso educativo, dejando de lado la revisión metodológica. Esta lógica sigue vigente hoy en día: ante una dificultad de aprendizaje, muchas veces la respuesta institucional es aplicar un nuevo examen, no revisar el modo de enseñar. Esto evidencia una inversión metodológica, donde la evaluación deja de ser parte del proceso formativo para convertirse en su medida final. El pedagogo Müller, citado por Díaz Barriga, ilustraba ya en el siglo XX esta transformación al señalar que en la Universidad de Oxford “el placer del estudio se ha acabado; el joven piensa sólo en el examen”.

### La pedagogía del examen y el avance del enfoque neoliberal:
La consolidación del examen como mecanismo de acreditación ha dado lugar a lo que algunos teóricos denominan una “pedagogía del examen”, centrada en la eficiencia, la competencia y el rendimiento cuantificable. Este enfoque ha sido reforzado por políticas educativas de orientación neoliberal, donde prima la lógica productivista y estandarizadora por sobre la formación integral. En este contexto, el examen actúa como un instrumento de control individual y social, homogeneizando los procesos educativos bajo parámetros técnicos y cuantificables, y dejando en segundo plano los aspectos subjetivos, históricos y culturales del aprendizaje.
Una muestra de esta tendencia se encuentra en el uso generalizado de esquemas como la Taxonomía de objetivos educacionales, que buscan unificar el significado de las calificaciones en cualquier contexto. Esta lógica, sin embargo, ha sido criticada por su pretensión de uniformar lo que es esencialmente singular: los sujetos, sus trayectorias, y sus procesos de aprendizaje.
Desde una pedagogía crítica, autores como Paulo Freire también advierten sobre estos riesgos. Freire sostenía que la educación no debe reproducir la lógica bancaria del conocimiento —donde el estudiante solo recibe y reproduce—, sino promover una práctica dialógica, liberadora y contextualizada. En esta línea, el examen como herramienta sancionadora y estandarizadora se aleja del espíritu pedagógico emancipador, al limitar la posibilidad de que cada sujeto construya su propio sentido dentro del proceso educativo.
En definitiva, el examen, tal como se concibe en muchos sistemas educativos actuales, reduce la evaluación a un dispositivo técnico y excluyente, ignorando su potencial como herramienta de mejora y formación. Esta mirada crítica invita a repensar el papel de la evaluación, no como un fin en sí mismo ni como mecanismo de exclusión, sino como una instancia reflexiva y ética al servicio de la justicia educativa y el desarrollo integral del sujeto. 

Referencias:
Comenio, J. A. (1657). Didáctica Magna. (Ediciones modernas disponibles).
Freire, P. (1970). Pedagogía del oprimido. Siglo XXI Editores.
Díaz Barriga, A. (1995). Una polémica en relación al examen. Revista Iberoamericana de Educación, 5. OEI.